# Hrachor jarní

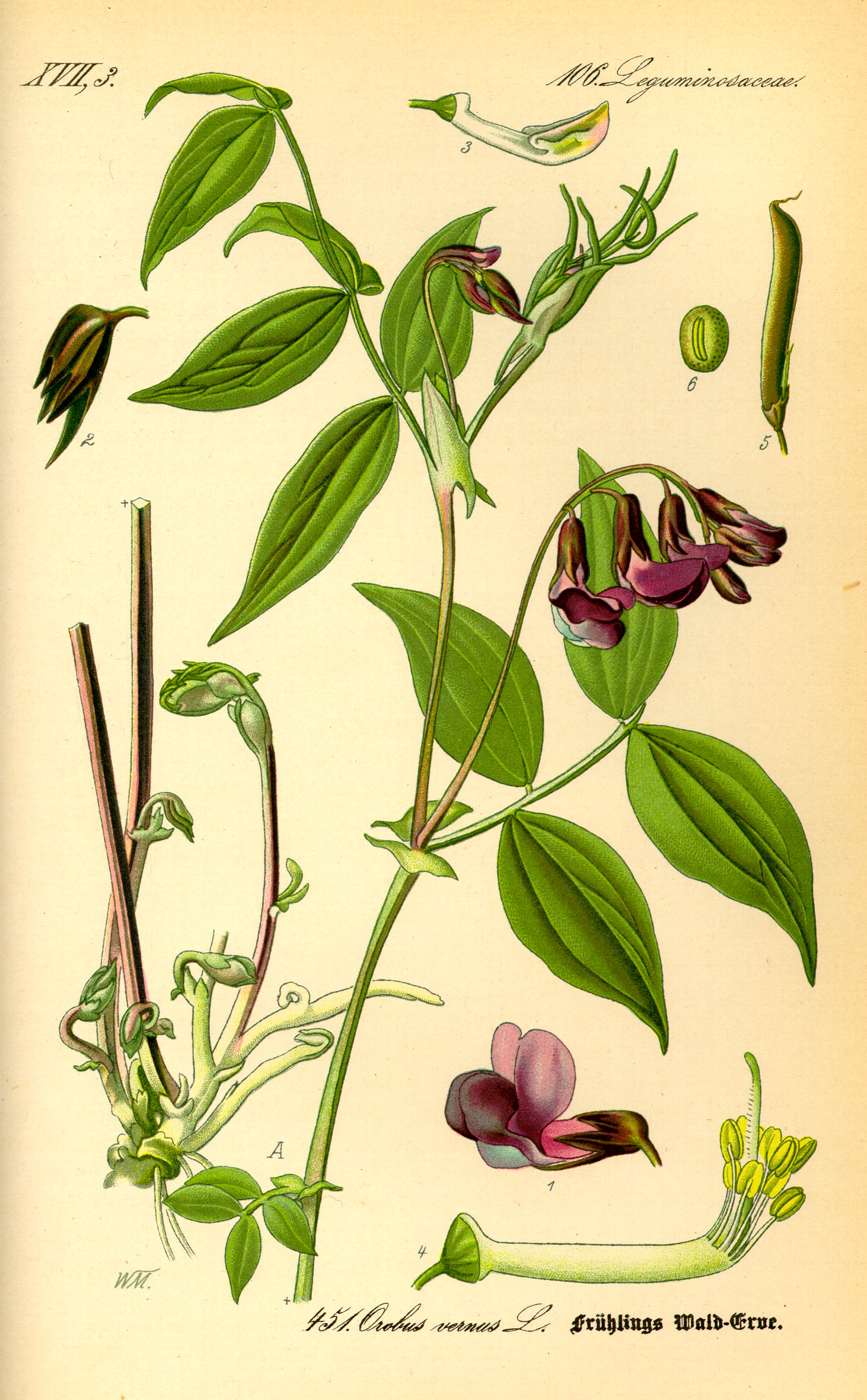
Popisný obrázek

Hrachor jarní (Lathyrus vernus) je 15 až 40 cm vysoká vytrvalá bylina známá též pod názvem lecha jarní.
Kvete obvykle od dubna do května typickým fialovým květem. Plodem jsou lusky. Barva květu závisí na obsahu kyselin v květu a velmi nápadně se mění i se stářím květů. V poupěti je buněčná šťáva kyselá a jeho barva je proto červená, v rozkvetlém květu je šťáva neutrální, což má za následek červenofialovou a modrou barvu. Konečně po odkvětu je květ zásaditý jako mýdlo a jeho zbarvení se změní na tyrkysovou.
Rostlina má krátký, větvený a tlustý oddenek, ze kterého vyrůstají 20–40 cm vysoké, rýhované, nekřídlaté lodyhy, skládající se z 5–8 článků, naspodu se šupinami (zakrnělé palisty), v horní části se 3–6 sudozpeřenými listy, 3 párů vejčitých lístků. Květy jsou dlouhé 13–18 mm a po 3–5 skládají chudý hrozen.
Vyskytuje se s několika výjimkami téměř po celé Evropě, západní Sibiři, Kavkazu a Malé Asii, v lesích, zvláště pak v bučinách s bohatým podrostem, většinou na vápnitých půdách.

## Včelařství
Hrachor jarní je průměrnou nektarodárnou a pylodárnou rostlinou. Poskytuje včelám především pyl, který včelstva využívají k jarnímu rozvoji. Pylové rousky jsou malé, narůžovělé. Druhový med hrachoru není znám.